# Najat Vallaud-Belkacem
Najat Vallaud-Belkacem, (Bni Chiker, Marrocos, 4 de outubro de 1977) é um membro do Partido Socialista francês, que em 25 de agosto de 2014 foi a primeira mulher nomeada para o Ministério da Educação Nacional, do Ensino Superior e da Pesquisa da França, no segundo período de Manuel Valls a frente do gabinete. Já tinha ocupado outros cargos em períodos anteriores, como o Ministério do Serviço Social, da Saúde e dos Direitos das Mulheres e o Ministério da Cidade, da Juventude e do Desporto e foi porta voz do governo do primeiro ministro Jean-Marc Ayrault.
Ela foi a porta voz da campanha de Ségolène Royal à presidência, em 2007, e em 2009 e 2011 nas primárias do seu partido. Desde 2008 ocupa um cargo na cidade de Lyon. 
Estudou no Institut d'études politiques de Paris. Juntou-se aos socialistas em 2002, e participou da gestão da prefeitura da cidade de Lyon liderando ações sociais locais.
Sua cidade natal fica perto de Nador, na região do Rif. Foi segunda de uma família com sete filhos, com avos espanhóis e argelinos. Em 1982 mudou-se com o pai, um trabalhador na construção civil, a mãe e uma irmã para Amiens.
Casou-se com  Boris Vallaud, em 27 de agosto de 2005 e tem dois filhos. Se descreve como "muçulmana não praticante".